# Bente van den Brand
Bente van den Brand (Oisterwijk, 8 november 1983) is een Nederlands actrice en zangeres die te zien was als Jane in de musical Tarzan. Tevens behoorde ze tot de laatste elf kandidaten van het televisieprogramma Op zoek naar Mary Poppins, waarin ze auditie deed voor de hoofdrol van Mary Poppins in de gelijknamige musical .. Daarnaast deed Van den Brand in 2011 met de groep Jade mee aan het SBS6 programma The Sing-Off, waar ze het tot in de finale brachten. Van den Brand speelde verder de rol van Gamilla in de theatershow Mega Mindy en de Poppenmeester. Vanaf september 2012 speelt ze in Soldaat van Oranje. Daarnaast is ze al enige jaren werkzaam voor stemmenstudio's en reclame, en als docent aan diverse opleidingen.

## Opleiding
Van den Brand studeerde aan het Tilburgse Fontys Conservatorium de opleiding Muziektheater. Ze volgde tien jaar klassiek ballet en studeerde drie jaar aan de MusicAllFactory. Daarnaast kreeg Van den Brand zangles van Peggy Hegeman en Edward Hoepelman.

## Carrière
Tijdens haar opleiding aan het Fontys Conservatorium speelde Van den Brand in de musicals Joe als lid van het ensemble, Company als Susan en Merily We Roll Along als Mary. Daarnaast zong Van den Brand bij het Souvenir Jeugdkoor, onder leiding van haar vader Hans van den Brand en zangpedagoge Peggy Hegeman.
Op televisie was ze te zien in Rode Wangen van Herman van Veen en heeft ze een gastrol gespeeld in de serie Dokter Tinus. Daarnaast is Van den Brand lid van de muziektheatergroep Jade (voorheen Femulous) samen met onder anderen haar zus Barbe van den Brand. Met deze groep won ze diverse (internationale) prijzen, toerde ze met twee avondvullende theaterprogramma's door het land en maakte ze een tournee van 20 concerten met de Koninklijke Militaire Kapel "Johan Willem Friso" als onderdeel van Femulous. Ook deed ze met deze groep mee aan het SBS6 programma The Sing-Off.
Vanaf het seizoen 2007 speelde Van den Brand in de musical Tarzan als understudy Jane. Vanaf augustus 2008 tot en met maart 2009 nam Van den Brand de rol van Jane volledig over van Chantal Janzen, die met zwangerschapsverlof was. Na de terugkeer van Chantal Janzen nam Van den Brand weer deel in het ensemble van de musical en bleef ze understudy voor de rol van Jane. Na Tarzan was Van den Brand een van de kandidaten van Op zoek naar Mary Poppins, waarin werd gezocht naar Mary Poppins in de gelijknamige musical. In de tweede ronde viel ze af. In het theaterseizoen 2010-2011 speelde ze mee in de theatershow van  Mega Mindy en de Poppenmeester als Gamilla.
Vanaf augustus 2012 was Van den Brand te zien in Soldaat van Oranje. Ze speelde in het ensemble en was daarnaast 1e understudy voor de rol van Charlotte. Vanaf augustus 2013 werd Van den Brand eerste cast voor de rol van Charlotte en van 28 januari 2014 tot 31 december 2014 was Van den Brand alternate voor de rol van Charlotte. Vanaf februari 2016 is Van den Brand wederom te zien in Soldaat van Oranje als Charlotte.
Vanaf januari 2015 tot 17 mei 2015 was Van den Brand te zien in Hartsvrienden als Linda, voor deze rol werd ze genomineerd voor een Musical Award in de categorie Beste vrouwelijke bijrol in een grote productie. In 2016 was Van den Brand te zien als moeder in de musical Dolfje Weerwolfje.
In 2023 sprak Van den Brand de stem in van Babs voor de animatiefilm Chicken Run: Dawn of the Nugget.